# Wanda Szczuka-Pawłowska

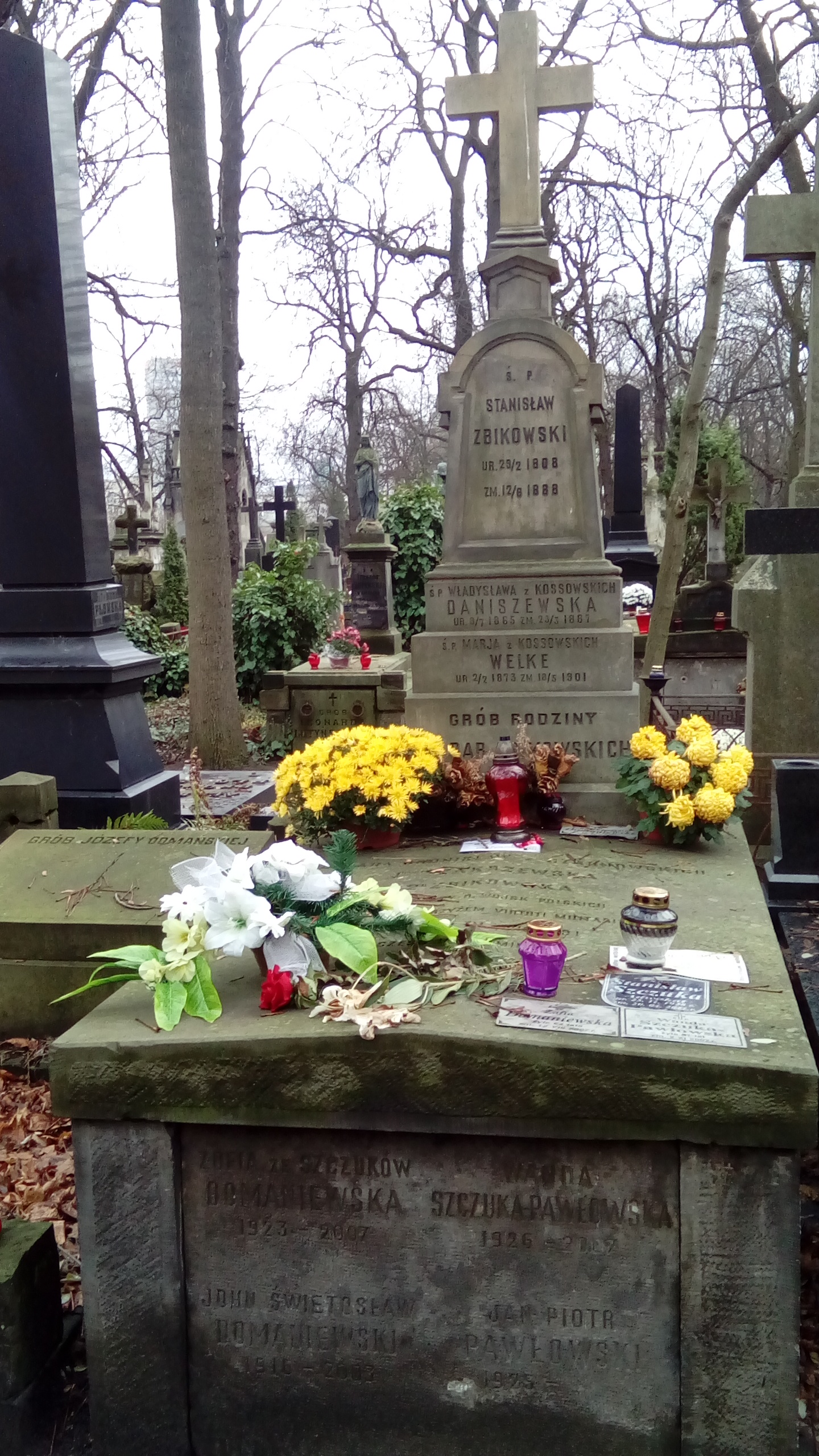
Grób Wandy Szczuki-Pawłowskiej na cmentarzu Powązkowskim

Wanda Szczuka-Pawłowska (ur. 28 stycznia 1926 w Warszawie, zm. 2 listopada 2007 tamże) – polska choreograf  i pedagog.
Przez blisko 40 lat była profesorem i wykładowcą Akademii Teatralnej im. Aleksandra Zelwerowicza w Warszawie, uczyła historii obyczaju, historii tańca i muzyki. Wyróżniona przez Ministra Kultury i Dziedzictwa Narodowego, za pracę artystyczną i dydaktyczną.
Pochowana 9 listopada 2007 r. na Starych Powązkach w Warszawie (kw. 29-2-17).